# Larimus breviceps
Larimus breviceps är en fiskart som beskrevs av Cuvier, 1830. Larimus breviceps ingår i släktet Larimus och familjen havsgösfiskar. Inga underarter finns listade i Catalogue of Life.